# Marouane Fellaini
Marouane Fellaini-Bakkaoui (Etterbeek, 22 novembre 1987) è un ex calciatore belga, di ruolo centrocampista.

## Caratteristiche tecniche
Giocatore di grande fisicità, imponente e molto abile nel gioco aereo, ha segnato la maggior parte dei suoi gol di testa. Buon finalizzatore, è in possesso di buona tecnica di base ed è abile con entrambi i piedi anche se pecca di velocità. Spesso impiegato come centrocampista centrale, a volte è stato schierato come difensore centrale, trequartista o prima punta, soprattutto durante la sua esperienza all'Everton.

## Carriera

### Club

#### Gli inizi in Belgio
Nato in Belgio a Etterbeek da genitori marocchini, inizia a giocare all'età di sette anni con l'Anderlecht. A dieci anni va a giocare con il Mons e successivamente per Seraing e Charleroi.
A diciassette anni firma il suo primo contratto da professionista con lo Standard Liegi. Tra il 2006 e il 2008, colleziona 84 presenze con il club, segnando 11 gol.

#### Everton
Il 1º settembre 2008 firma un contratto quinquennale con l'Everton, che ne acquista il cartellino per 21,5 milioni di euro, segnando un nuovo record per un trasferimento da parte della stessa società inglese.
Ha fatto il suo debutto ufficiale con i Toffees il 14 settembre 2008 in una gara esterna vinta per 3-2 contro lo Stoke City, mettendo a segno la sua prima rete il 5 ottobre seguente in una gara pareggiata per 2-2 contro il Newcastle United. Alla fine della stagione 2008-2009 fu nominato come il miglior giocatore dell'anno per la squadra. In alcuni tratti della stagione venne anche utilizzato come seconda punta dato l'infortunio del centravanti titolare Tim Cahill.
In Inghilterra divenne famoso per la sua acconciatura afro, con la tifoseria dell'Everton che, durante la gare, era solita d indossare parrucche per omaggiarlo. Il belga, più tardi, divenne protagonista della gara contro il Manchester City del 16 gennaio, gara in cui venne premiato come Man of the Match: dopo la gara, il tecnico David Moyes elogiò molteplici volte il suo talento, descrivendolo come un giocatore molto abile nel suo ruolo. Il 6 febbraio, si infortuna nel derby di ritorno col Liverpool a causa di un intervento a piedi uniti di Sotirios Kyrgiakos e finisce prematuramente la propria stagione a febbraio, dovendo affrontare sei mesi di stop.
Subì un altro infortunio alla caviglia durante una gara di FA Cup contro il Chelsea e sebbene fosse riuscito a disputare la successiva gara di campionato contro il Sunderland, poco dopo il problema alla caviglia si ripresentò facendogli saltare tutto il resto della stagione 2010-2011. Ritornò in campo nell'agosto del 2011 subentrando a Jermaine Beckford al 64' minuto di una gara persa in casa per 1-0 contro il QPR, ritornando a giocare da titolare già alla partita successiva contro lo Sheffield United. Nel mese di novembre il giocatore decise di estendere il proprio contratto per altri cinque anni. Concluse la stagione con un totale di 43 presenze e 5 reti.
Iniziò la stagione 2012-2013 molto positivamente, decidendo la gara inaugurale contro il Manchester United, venendo successivamente nominato come giocatore del mese di novembre. Il 17 dicembre 2012 viene squalificato per tre turni dalla FA dopo aver refilato una testata al giocatore dello Stoke City Ryan Shawcross, accadimento che è sfuggito all'occhio degli ufficiali di gara ma che è stato ripreso in video da alcuni spettatori. Nonostante ciò, lo stesso mese venne classificato al sessantesimo posto tra i 100 calciatori migliori al mondo da The Guardian.

#### Manchester United

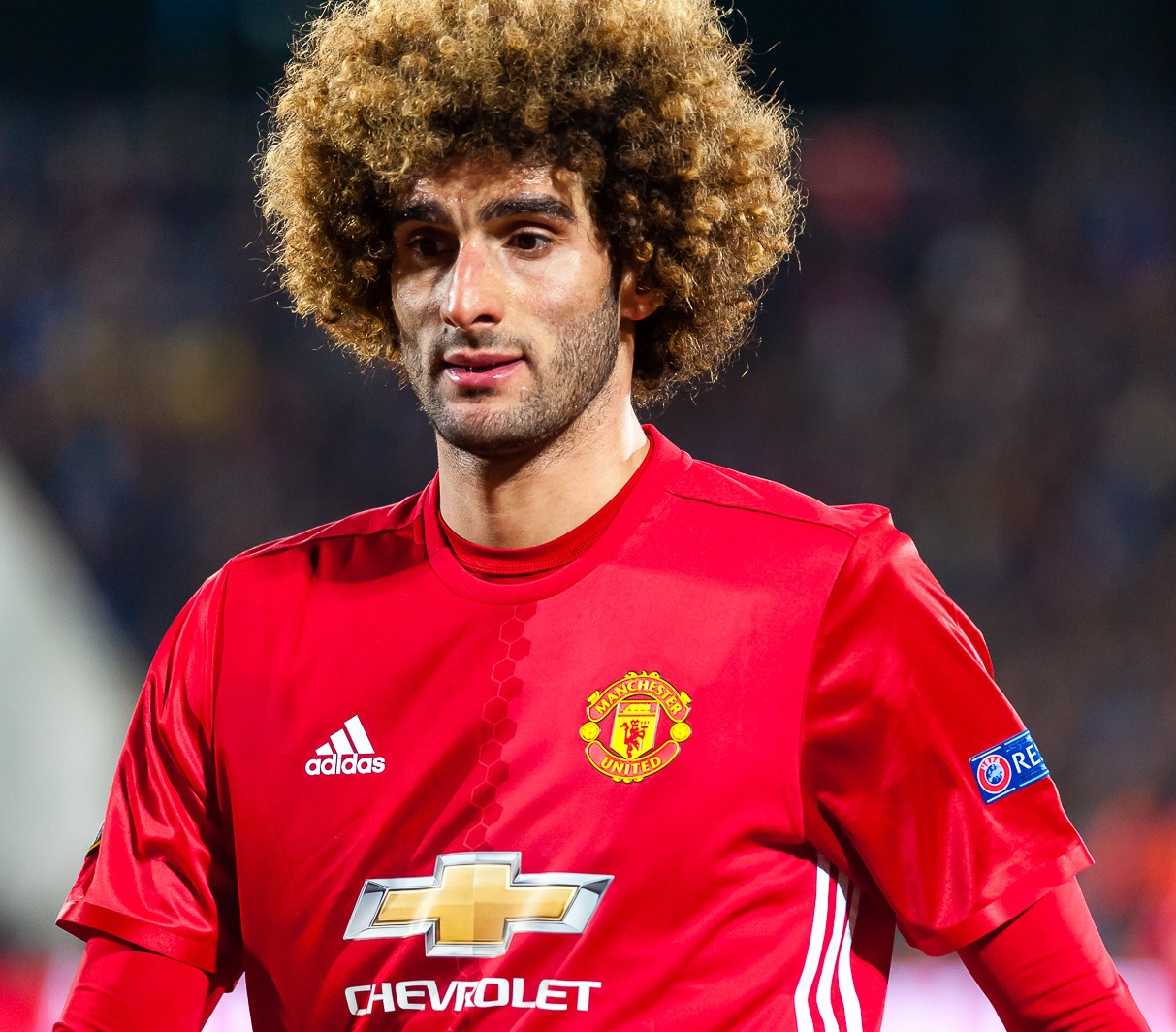
Fellaini con la maglia del Manchester United nel 2017.

Il 2 settembre 2013 si trasferisce al Manchester Utd per 32,4 milioni di euro. Il giocatore ritrova così David Moyes, suo allenatore ai tempi dell'Everton. Gioca la sua prima partita con la nuova maglia il 14 settembre 2013 in occasione della vittoria per 2-0 sul Crystal Palace. Conclude la stagione con 21 presenze senza segnare alcun gol.
Nella stagione 2014-2015 trova la prima presenza nella gara persa per 1-2 contro lo Swansea City a Old Trafford, subentrando ad Ander Herrera al 67º minuto di gioco. Il 20 ottobre 2014 segna il suo primo gol con la maglia del Manchester United, dopo più di un anno di astinenza, nel pareggio sul campo del West Bromwich (2-2). Si ripete il 2 dicembre, nella gara vinta per 2-1 contro lo Stoke City. Il 16 febbraio 2015 realizza un gol in FA Cup, nella vittoria per 3-1 sul campo del Preston North End. Il 12 aprile segna la sua prima rete in un derby di Manchester.
Il 18 agosto 2015 disputerà la sua prima gara stagionale contro il Club Brugge, valida per gli spareggi di Champions League, mettendo a segno la rete del definitivo 3-1. Qualche giorno dopo il tecnico Louis van Gaal ha dichiarato che al centrocampista belga sarebbe stato affidato un ruolo da attaccante. Mise a segno la sua prima rete della stagione 2015-2016 contro i suoi ex compagni dell'Everton nella semifinale di FA Cup disputata il 23 aprile 2016. Il 5 maggio seguente riceve una squalifica di tre giornate dopo aver refilato una gomitata al difensore Robert Huth durante una gara contro il Leicester City; il tedesco ha ricevuto lo stesso trattamento dopo aver tirato i capelli al centrocampista dei Red Devils. Ha giocato tutti i 120 minuti della finale di FA Cup vinta dallo United contro il Crystal Palace per 2-1, servendo inoltre l'assist vincente a Juan Mata.
Il 7 agosto 2016 vinse il Community Shield a discapito del Leicester City giocando per tutti i 90 minuti. Il 4 dicembre seguente totalizzerà la sua 100ª presenze con la maglia dello United contro l'Everton: è stato sostituito all'85' minuto dopo che gli avversari riuscirono ad ottenere un calcio di rigore, in seguito trasformato dal difensore Leighton Baines. Poco dopo l'approdo di José Mourinho sulla panchina della squadra, il belga inizierà ad essere relegato più volte in panchina venendo successivamente rimpiazzato da Ander Herrera e dal nuovo acquisto Paul Pogba. Tuttavia, l'11 gennaio - dopo aver messo a segno la rete del 2-0 contro l'Hull City nelle semifinali di EFL Cup 2016-2017 - il Manchester United ha deciso di attivare la clausola di rinnovo automatico per un altro anno presente nel suo contratto. Successivamente è divenuto protagonista della vittoria dell'Europa League 2016-2017 contro l'Ajax.
Iniziò la stagione 2017-2018 mettendo a segno una doppietta contro il Crystal Palace in una vittoria 4-0, mettendo così a referto la sua quarta rete in otto partite dopo quelle segnate al Leicester City il 26 agosto e al Basilea in Champions League il 12 settembre. Dopo la fine della stagione il belga rinnova il proprio contratto con il club per altri due anni.
Nella prima metà della stagione 2018-2019 Fellaini è riuscito a totalizzare 19 presenze mettendo a segno due reti, la prima contro il Derby County in Carabao Cup mentre la seconda ai danni dello Young Boys in Champions League. Tuttavia, dopo l'esonero di José Mourinho e il successivo approdo in panchina di Ole Gunnar Solskjær, finirà per essere utilizzato in sole due occasioni, venendo così relegato ai margini della squadra.

#### Shandong Luneng e ritiro
Alla fine di gennaio 2019 si accorda con i cinesi dello Shandong Luneng, aggregandosi ufficialmente ad esso il 1º febbraio seguente: ai Red Devils sarebbero spettati circa 10 milioni e mezzo di sterline e il giocatore avrebbe firmato un contratto biennale da 2,5 milioni di sterline all'anno. Debutta ufficialmente con il club il 1º marzo 2019 in una gara contro il Beijing Renhe, riuscendo già a mettere a referto la sua prima rete. Dopo aver concluso la sua prima annata con 22 presenze e sette reti in campionato, il 22 marzo 2020 risulta positivo al COVID-19. Torna in campo il 26 luglio seguente mettendo a segno una tripletta in soli 7 minuti contro il Dalian Yifang. Nonostante l'esclusione della squadra dalla Champions League asiatica nel febbraio del 2021 per via del mancato pagamento dei debiti, il centrocampista belga continuerà a mantenere un ritmo di prestazioni molto alto, mettendo a referto nove reti in 13 presenze di campionato. Conclude la stagione totalizzando 23 presenze e 11 reti.
Il 3 novembre 2023 annuncia che a fine anno si sarebbe separato dal club cinese in scadenza di contratto. Ha disputato la sua ultima gara per lo Shandong il 25 novembre affrontando lo Shanghai Shenhua in finale di Coppa di Cina, persa poi per 1-0. Il 1º gennaio 2024, terminata la stagione, lascia ufficialmente la squadra.
Il 3 febbraio 2024 annuncia il ritiro dall'attività agonistica.

### Nazionale
Con la nazionale maggiore belga ha debuttato il 7 febbraio 2007 contro la Repubblica Ceca, venendo in seguito convocato per disputare i Giochi olimpici di Pechino 2008. Va a segno per la prima volta con la maglia della nazionale nella sconfitta interna per 1-2 contro il Portogallo, partita valida per le qualificazioni agli Europei del 2008.
Convocato per il Mondiale 2014, segna la prima delle due reti nella partita vinta contro l'Algeria per 2-1. Viene convocato per l'Europeo 2016 in Francia. e anche per il Mondiale 2018, nel corso del quale va in gol agli ottavi di finale, nella partita vinta per 3-2 contro il Giappone. La squadra verrà poi eliminata in semifinale dalla Francia, che vincerà la competizione, e questa partita corrisponde anche all'ultima del giocatore con la selezione belga: il 10 marzo 2019 Fellaini annuncia il proprio ritiro dalla nazionale.

## Statistiche

### Presenze e reti nei club
| Stagione                 | Squadra                  | Campionato               | Campionato | Campionato | Coppe nazionali | Coppe nazionali | Coppe nazionali | Coppe continentali | Coppe continentali | Coppe continentali | Altre coppe | Altre coppe | Altre coppe | Totale | Totale |
| Stagione                 | Squadra                  | Comp                     | Pres       | Reti       | Comp            | Pres            | Reti            | Comp               | Pres               | Reti               | Comp        | Pres        | Reti        | Pres   | Reti   |
| ------------------------ | ------------------------ | ------------------------ | ---------- | ---------- | --------------- | --------------- | --------------- | ------------------ | ------------------ | ------------------ | ----------- | ----------- | ----------- | ------ | ------ |
| 2006-2007                | Standard Liegi           | D1                       | 30         | 3          | CB              | 7               | 1               | UCL+CU             | 2+1                | 0                  | -           | -           | -           | 40     | 4      |
| 2007-2008                | Standard Liegi           | D1                       | 31         | 6          | CB              | 5               | 1               | CU                 | 3                  | 0                  | -           | -           | -           | 39     | 7      |
| ago. 2008                | Standard Liegi           | D1                       | 3          | 0          | CB              | 0               | 0               | UCL                | 2                  | 0                  | -           | -           | -           | 5      | 0      |
| Totale Standard Liegi    | Totale Standard Liegi    | Totale Standard Liegi    | 64         | 9          |                 | 12              | 2               |                    | 8                  | 0                  |             | -           | -           | 84     | 11     |
| ago. 2008-2009           | Everton                  | PL                       | 30         | 8          | FACup+CdL       | 4+1             | 1+0             | -                  | -                  | -                  | -           | -           | -           | 35     | 9      |
| 2009-2010                | Everton                  | PL                       | 23         | 2          | FACup+CdL       | 2+2             | 0               | UEL                | 7                  | 1                  | -           | -           | -           | 34     | 3      |
| 2010-2011                | Everton                  | PL                       | 20         | 1          | FACup+CdL       | 3+2             | 1+1             | -                  | -                  | -                  | -           | -           | -           | 25     | 3      |
| 2011-2012                | Everton                  | PL                       | 34         | 3          | FACup+CdL       | 6+3             | 1+1             | -                  | -                  | -                  | -           | -           | -           | 43     | 5      |
| 2012-2013                | Everton                  | PL                       | 31         | 11         | FACup+CdL       | 4+1             | 1+0             | -                  | -                  | -                  | -           | -           | -           | 36     | 12     |
| ago. 2013                | Everton                  | PL                       | 3          | 0          | FACup+CdL       | 0+1             | 0+1             | -                  | -                  | -                  | -           | -           | -           | 4      | 1      |
| Totale Everton           | Totale Everton           | Totale Everton           | 141        | 25         |                 | 29              | 7               |                    | 7                  | 1                  |             | -           | -           | 177    | 33     |
| ago. 2013-2014           | Manchester United        | PL                       | 16         | 0          | FACup+CdL       | 0+0             | 0               | UCL                | 5                  | 0                  | CS          | 0           | 0           | 21     | 0      |
| 2014-2015                | Manchester United        | PL                       | 27         | 6          | FACup+CdL       | 4+0             | 1+0             | -                  | -                  | -                  | -           | -           | -           | 31     | 7      |
| 2015-2016                | Manchester United        | PL                       | 18         | 1          | FACup+CdL       | 6+2             | 2+0             | UCL+UEL            | 6+2                | 1+0                | -           | -           | -           | 34     | 4      |
| 2016-2017                | Manchester United        | PL                       | 28         | 1          | FACup+CdL       | 3+4             | 1+1             | UEL                | 11                 | 1                  | CS          | 1           | 0           | 47     | 4      |
| 2017-2018                | Manchester United        | PL                       | 16         | 4          | FACup+CdL       | 3+0             | 0               | UCL                | 3                  | 1                  | SU          | 1           | 0           | 23     | 5      |
| 2018-gen. 2019           | Manchester United        | PL                       | 14         | 0          | FACup+CdL       | 1+1             | 0+1             | UCL                | 5                  | 1                  | -           | -           | -           | 21     | 2      |
| Totale Manchester United | Totale Manchester United | Totale Manchester United | 119        | 12         |                 | 24              | 6               |                    | 32                 | 4                  |             | 2           | 0           | 177    | 22     |
| 2019                     | Shandong Taishan         | CSL                      | 22         | 7          | CC              | 4               | 1               | ACL                | 8                  | 4                  | -           | -           | -           | 34     | 12     |
| 2020                     | Shandong Taishan         | CSL                      | 12+6       | 4+1        | CC              | 5               | 3               | -                  | -                  | -                  | -           | -           | -           | 23     | 8      |
| 2021                     | Shandong Taishan         | CSL                      | 20         | 10         | CC              | 3               | 1               | -                  | -                  | -                  | -           | -           | -           | 23     | 11     |
| 2022                     | Shandong Taishan         | CSL                      | 28         | 7          | CC              | 0               | 0               | ACL                | -                  | -                  | -           | -           | -           | 28     | 7      |
| 2023                     | Shandong Taishan         | CSL                      | 24         | 11         | CC              | 2               | 1               | ACL                | 1                  | 0                  | SC          | 1           | 0           | 28     | 12     |
| Totale Shandong Luneng   | Totale Shandong Luneng   | Totale Shandong Luneng   | 112        | 40         |                 | 14              | 6               |                    | 9                  | 4                  |             | 1           | 0           | 136    | 50     |
| Totale carriera          | Totale carriera          | Totale carriera          | 436        | 86         |                 | 79              | 21              |                    | 56                 | 9                  |             | 3           | 0           | 574    | 116    |

### Cronologia presenze e reti in nazionale
| Cronologia completa delle presenze e delle reti in nazionale ― Belgio | Cronologia completa delle presenze e delle reti in nazionale ― Belgio | Cronologia completa delle presenze e delle reti in nazionale ― Belgio | Cronologia completa delle presenze e delle reti in nazionale ― Belgio | Cronologia completa delle presenze e delle reti in nazionale ― Belgio | Cronologia completa delle presenze e delle reti in nazionale ― Belgio | Cronologia completa delle presenze e delle reti in nazionale ― Belgio | Cronologia completa delle presenze e delle reti in nazionale ― Belgio |
| Data                                                                  | Città                                                                 | In casa                                                               | Risultato                                                             | Ospiti                                                                | Competizione                                                          | Reti                                                                  | Note                                                                  |
| --------------------------------------------------------------------- | --------------------------------------------------------------------- | --------------------------------------------------------------------- | --------------------------------------------------------------------- | --------------------------------------------------------------------- | --------------------------------------------------------------------- | --------------------------------------------------------------------- | --------------------------------------------------------------------- |
| 7-2-2007                                                              | Bruxelles                                                             | Belgio                                                                | 0 – 2                                                                 | Rep. Ceca                                                             | Amichevole                                                            | -                                                                     |                                                                       |
| 24-3-2007                                                             | Lisbona                                                               | Portogallo                                                            | 4 – 0                                                                 | Belgio                                                                | Qual. Euro 2008                                                       | -                                                                     | 58’                                                                   |
| 2-6-2007                                                              | Bruxelles                                                             | Belgio                                                                | 1 – 2                                                                 | Portogallo                                                            | Qual. Euro 2008                                                       | 1                                                                     |                                                                       |
| 6-6-2007                                                              | Helsinki                                                              | Finlandia                                                             | 2 – 0                                                                 | Belgio                                                                | Qual. Euro 2008                                                       | -                                                                     | 16’, 51’                                                              |
| 12-9-2007                                                             | Almaty                                                                | Kazakistan                                                            | 2 – 2                                                                 | Belgio                                                                | Qual. Euro 2008                                                       | -                                                                     |                                                                       |
| 17-10-2007                                                            | Bruxelles                                                             | Belgio                                                                | 3 – 0                                                                 | Armenia                                                               | Qual. Euro 2008                                                       | -                                                                     |                                                                       |
| 17-11-2007                                                            | Katowice                                                              | Polonia                                                               | 2 – 0                                                                 | Belgio                                                                | Qual. Euro 2008                                                       | -                                                                     |                                                                       |
| 21-11-2007                                                            | Baku                                                                  | Azerbaigian                                                           | 0 – 1                                                                 | Belgio                                                                | Qual. Euro 2008                                                       | -                                                                     | 81’                                                                   |
| 26-3-2008                                                             | Bruxelles                                                             | Belgio                                                                | 1 – 4                                                                 | Marocco                                                               | Amichevole                                                            | -                                                                     | 46’                                                                   |
| 30-5-2008                                                             | Firenze                                                               | Italia                                                                | 3 – 1                                                                 | Belgio                                                                | Amichevole                                                            | -                                                                     |                                                                       |
| 6-9-2008                                                              | Liegi                                                                 | Belgio                                                                | 3 – 2                                                                 | Estonia                                                               | Qual. Mondiali 2010                                                   | -                                                                     |                                                                       |
| 10-9-2008                                                             | Istanbul                                                              | Turchia                                                               | 1 – 1                                                                 | Belgio                                                                | Qual. Mondiali 2010                                                   | -                                                                     |                                                                       |
| 11-10-2008                                                            | Bruxelles                                                             | Belgio                                                                | 2 – 0                                                                 | Armenia                                                               | Qual. Mondiali 2010                                                   | 1                                                                     |                                                                       |
| 15-10-2008                                                            | Bruxelles                                                             | Belgio                                                                | 1 – 2                                                                 | Spagna                                                                | Qual. Mondiali 2010                                                   | -                                                                     |                                                                       |
| 28-3-2009                                                             | Genk                                                                  | Belgio                                                                | 2 – 4                                                                 | Bosnia ed Erzegovina                                                  | Qual. Mondiali 2010                                                   | -                                                                     | 35’                                                                   |
| 1-4-2009                                                              | Zenica                                                                | Bosnia ed Erzegovina                                                  | 2 – 1                                                                 | Belgio                                                                | Qual. Mondiali 2010                                                   | -                                                                     |                                                                       |
| 12-8-2009                                                             | Teplice                                                               | Rep. Ceca                                                             | 3 – 1                                                                 | Belgio                                                                | Amichevole                                                            | -                                                                     | 46’                                                                   |
| 5-9-2009                                                              | La Coruña                                                             | Spagna                                                                | 5 – 0                                                                 | Belgio                                                                | Qual. Mondiali 2010                                                   | -                                                                     | 43’                                                                   |
| 10-10-2009                                                            | Bruxelles                                                             | Belgio                                                                | 2 – 0                                                                 | Turchia                                                               | Qual. Mondiali 2010                                                   | -                                                                     |                                                                       |
| 14-11-2009                                                            | Gand                                                                  | Belgio                                                                | 3 – 0                                                                 | Ungheria                                                              | Amichevole                                                            | 1                                                                     | 88’                                                                   |
| 17-11-2009                                                            | Sedan                                                                 | Qatar                                                                 | 0 – 2                                                                 | Belgio                                                                | Amichevole                                                            | -                                                                     | 38’                                                                   |
| 3-9-2010                                                              | Bruxelles                                                             | Belgio                                                                | 0 – 1                                                                 | Germania                                                              | Qual. Euro 2012                                                       | -                                                                     |                                                                       |
| 7-9-2010                                                              | Istanbul                                                              | Turchia                                                               | 3 – 2                                                                 | Belgio                                                                | Qual. Euro 2012                                                       | -                                                                     |                                                                       |
| 8-10-2010                                                             | Astana                                                                | Kazakistan                                                            | 0 – 2                                                                 | Belgio                                                                | Qual. Euro 2012                                                       | -                                                                     | 26’                                                                   |
| 12-10-2010                                                            | Bruxelles                                                             | Belgio                                                                | 4 – 4                                                                 | Austria                                                               | Qual. Euro 2012                                                       | 1                                                                     | 81’                                                                   |
| 17-11-2010                                                            | Voronež                                                               | Russia                                                                | 0 – 2                                                                 | Belgio                                                                | Amichevole                                                            | -                                                                     |                                                                       |
| 10-8-2011                                                             | Lubiana                                                               | Slovenia                                                              | 0 – 0                                                                 | Belgio                                                                | Amichevole                                                            | -                                                                     | 46’                                                                   |
| 2-9-2011                                                              | Baku                                                                  | Azerbaigian                                                           | 1 – 1                                                                 | Belgio                                                                | Qual. Euro 2012                                                       | -                                                                     | 41’                                                                   |
| 6-9-2011                                                              | Bruxelles                                                             | Belgio                                                                | 1 – 0                                                                 | Stati Uniti                                                           | Amichevole                                                            | -                                                                     | 63’                                                                   |
| 11-10-2011                                                            | Düsseldorf                                                            | Germania                                                              | 3 – 1                                                                 | Belgio                                                                | Qual. Euro 2012                                                       | 1                                                                     |                                                                       |
| 11-11-2011                                                            | Liegi                                                                 | Belgio                                                                | 2 – 1                                                                 | Romania                                                               | Amichevole                                                            | -                                                                     |                                                                       |
| 15-11-2011                                                            | Saint-Denis                                                           | Francia                                                               | 0 – 0                                                                 | Belgio                                                                | Amichevole                                                            | -                                                                     |                                                                       |
| 29-2-2012                                                             | Candia                                                                | Grecia                                                                | 1 – 1                                                                 | Belgio                                                                | Amichevole                                                            | -                                                                     |                                                                       |
| 25-5-2012                                                             | Bruxelles                                                             | Belgio                                                                | 2 – 2                                                                 | Montenegro                                                            | Amichevole                                                            | -                                                                     |                                                                       |
| 2-6-2012                                                              | Londra                                                                | Inghilterra                                                           | 1 – 0                                                                 | Belgio                                                                | Amichevole                                                            | -                                                                     |                                                                       |
| 7-9-2012                                                              | Cardiff                                                               | Galles                                                                | 0 – 2                                                                 | Belgio                                                                | Qual. Mondiali 2014                                                   | -                                                                     |                                                                       |
| 11-9-2012                                                             | Bruxelles                                                             | Belgio                                                                | 1 – 1                                                                 | Croazia                                                               | Qual. Mondiali 2014                                                   | -                                                                     | 67’                                                                   |
| 14-11-2012                                                            | Bucarest                                                              | Romania                                                               | 2 – 1                                                                 | Belgio                                                                | Amichevole                                                            | -                                                                     |                                                                       |
| 22-3-2013                                                             | Skopje                                                                | Macedonia                                                             | 0 – 2                                                                 | Belgio                                                                | Qual. Mondiali 2014                                                   | -                                                                     |                                                                       |
| 26-3-2013                                                             | Bruxelles                                                             | Belgio                                                                | 1 – 0                                                                 | Macedonia                                                             | Qual. Mondiali 2014                                                   | -                                                                     | 90’                                                                   |
| 29-5-2013                                                             | Cleveland                                                             | Stati Uniti                                                           | 2 – 4                                                                 | Belgio                                                                | Amichevole                                                            | 1                                                                     |                                                                       |
| 7-6-2013                                                              | Bruxelles                                                             | Belgio                                                                | 2 – 1                                                                 | Serbia                                                                | Qual. Mondiali 2014                                                   | 1                                                                     | 71’                                                                   |
| 14-8-2013                                                             | Bruxelles                                                             | Belgio                                                                | 0 – 0                                                                 | Francia                                                               | Amichevole                                                            | -                                                                     |                                                                       |
| 6-9-2013                                                              | Glasgow                                                               | Scozia                                                                | 0 – 2                                                                 | Belgio                                                                | Qual. Mondiali 2014                                                   | -                                                                     | 15’ 68’                                                               |
| 11-10-2013                                                            | Zagabria                                                              | Croazia                                                               | 1 – 2                                                                 | Belgio                                                                | Qual. Mondiali 2014                                                   | -                                                                     | 60’                                                                   |
| 14-11-2013                                                            | Bruxelles                                                             | Belgio                                                                | 0 – 2                                                                 | Colombia                                                              | Amichevole                                                            | -                                                                     |                                                                       |
| 19-11-2013                                                            | Bruxelles                                                             | Belgio                                                                | 2 – 3                                                                 | Giappone                                                              | Amichevole                                                            | -                                                                     | 46’                                                                   |
| 5-3-2014                                                              | Bruxelles                                                             | Belgio                                                                | 2 – 2                                                                 | Costa d'Avorio                                                        | Amichevole                                                            | 1                                                                     | 46’                                                                   |
| 26-5-2014                                                             | Genk                                                                  | Belgio                                                                | 5 – 1                                                                 | Lussemburgo                                                           | Amichevole                                                            | -                                                                     | 46’                                                                   |
| 1-6-2014                                                              | Solna                                                                 | Svezia                                                                | 0 – 2                                                                 | Belgio                                                                | Amichevole                                                            | -                                                                     | 79’                                                                   |
| 7-6-2014                                                              | Bruxelles                                                             | Belgio                                                                | 1 – 0                                                                 | Tunisia                                                               | Amichevole                                                            | -                                                                     | 46’                                                                   |
| 17-6-2014                                                             | Belo Horizonte                                                        | Belgio                                                                | 2 – 1                                                                 | Algeria                                                               | Mondiali 2014 - 1º turno                                              | 1                                                                     | 65’                                                                   |
| 22-6-2014                                                             | Rio de Janeiro                                                        | Belgio                                                                | 1 – 0                                                                 | Russia                                                                | Mondiali 2014 - 1º turno                                              | -                                                                     |                                                                       |
| 26-6-2014                                                             | San Paolo                                                             | Corea del Sud                                                         | 0 – 1                                                                 | Belgio                                                                | Mondiali 2014 - 1º turno                                              | -                                                                     |                                                                       |
| 1-7-2014                                                              | Salvador                                                              | Belgio                                                                | 2 – 1 dts                                                             | Stati Uniti                                                           | Mondiali 2014 - Ottavi di finale                                      | -                                                                     |                                                                       |
| 5-7-2014                                                              | Brasilia                                                              | Argentina                                                             | 1 – 0                                                                 | Belgio                                                                | Mondiali 2014 - Quarti di finale                                      | -                                                                     |                                                                       |
| 10-10-2014                                                            | Bruxelles                                                             | Belgio                                                                | 6 – 0                                                                 | Andorra                                                               | Qual. Euro 2016                                                       | -                                                                     | 61’                                                                   |
| 13-10-2014                                                            | Zenica                                                                | Bosnia ed Erzegovina                                                  | 1 – 1                                                                 | Belgio                                                                | Qual. Euro 2016                                                       | -                                                                     | 78’                                                                   |
| 12-11-2014                                                            | Bruxelles                                                             | Belgio                                                                | 3 – 1                                                                 | Islanda                                                               | Amichevole                                                            | -                                                                     |                                                                       |
| 16-11-2014                                                            | Bruxelles                                                             | Belgio                                                                | 0 – 0                                                                 | Galles                                                                | Qual. Euro 2016                                                       | -                                                                     |                                                                       |
| 28-3-2015                                                             | Bruxelles                                                             | Belgio                                                                | 5 – 0                                                                 | Cipro                                                                 | Qual. Euro 2016                                                       | 2                                                                     | 69’                                                                   |
| 31-3-2015                                                             | Gerusalemme                                                           | Israele                                                               | 0 – 1                                                                 | Belgio                                                                | Qual. Euro 2016                                                       | 1                                                                     |                                                                       |
| 7-6-2015                                                              | Saint-Denis                                                           | Francia                                                               | 3 – 4                                                                 | Belgio                                                                | Amichevole                                                            | 2                                                                     | 77’                                                                   |
| 3-9-2015                                                              | Bruxelles                                                             | Belgio                                                                | 3 – 1                                                                 | Bosnia ed Erzegovina                                                  | Qual. Euro 2016                                                       | 1                                                                     |                                                                       |
| 6-9-2015                                                              | Nicosia                                                               | Cipro                                                                 | 0 – 1                                                                 | Belgio                                                                | Qual. Euro 2016                                                       | -                                                                     | 64’                                                                   |
| 13-10-2015                                                            | Bruxelles                                                             | Belgio                                                                | 3 – 1                                                                 | Israele                                                               | Qual. Euro 2016                                                       | -                                                                     | 66’                                                                   |
| 29-3-2016                                                             | Leiria                                                                | Portogallo                                                            | 2 – 1                                                                 | Belgio                                                                | Amichevole                                                            | -                                                                     | 79’                                                                   |
| 28-5-2016                                                             | Ginevra                                                               | Svizzera                                                              | 1 – 2                                                                 | Belgio                                                                | Amichevole                                                            | -                                                                     | 85’                                                                   |
| 1-6-2016                                                              | Bruxelles                                                             | Belgio                                                                | 1 – 1                                                                 | Finlandia                                                             | Amichevole                                                            | -                                                                     | 79’                                                                   |
| 5-6-2016                                                              | Bruxelles                                                             | Belgio                                                                | 3 – 2                                                                 | Norvegia                                                              | Amichevole                                                            | -                                                                     | 57’                                                                   |
| 13-6-2016                                                             | Décines-Charpieu                                                      | Belgio                                                                | 0 – 2                                                                 | Italia                                                                | Euro 2016 - 1º turno                                                  | -                                                                     |                                                                       |
| 26-6-2016                                                             | Tolosa                                                                | Ungheria                                                              | 0 – 4                                                                 | Belgio                                                                | Euro 2016 - Ottavi di finale                                          | -                                                                     | 81’ 90+2’                                                             |
| 1-7-2016                                                              | Villeneuve-d'Ascq                                                     | Galles                                                                | 3 – 1                                                                 | Belgio                                                                | Euro 2016 - Quarti di finale                                          | -                                                                     | 46’ 59’                                                               |
| 6-9-2016                                                              | Strovolos                                                             | Cipro                                                                 | 0 – 3                                                                 | Belgio                                                                | Qual. Mondiali 2018                                                   | -                                                                     | 59’                                                                   |
| 7-10-2016                                                             | Bruxelles                                                             | Belgio                                                                | 4 – 0                                                                 | Bosnia ed Erzegovina                                                  | Qual. Mondiali 2018                                                   | -                                                                     | 90+1’                                                                 |
| 25-3-2017                                                             | Bruxelles                                                             | Belgio                                                                | 1 – 1                                                                 | Grecia                                                                | Qual. Mondiali 2018                                                   | -                                                                     | 40’ 66’                                                               |
| 5-6-2017                                                              | Bruxelles                                                             | Belgio                                                                | 2 – 1                                                                 | Rep. Ceca                                                             | Amichevole                                                            | 1                                                                     | 46’                                                                   |
| 9-6-2017                                                              | Tallinn                                                               | Estonia                                                               | 0 – 2                                                                 | Belgio                                                                | Qual. Mondiali 2018                                                   | -                                                                     |                                                                       |
| 3-9-2017                                                              | Pireo                                                                 | Grecia                                                                | 1 – 2                                                                 | Belgio                                                                | Qual. Mondiali 2018                                                   | -                                                                     | 89’                                                                   |
| 7-10-2017                                                             | Sarajevo                                                              | Bosnia ed Erzegovina                                                  | 3 – 4                                                                 | Belgio                                                                | Qual. Mondiali 2018                                                   | -                                                                     | 29’                                                                   |
| 2-6-2018                                                              | Bruxelles                                                             | Belgio                                                                | 0 – 0                                                                 | Portogallo                                                            | Amichevole                                                            | -                                                                     | 46’                                                                   |
| 6-6-2018                                                              | Bruxelles                                                             | Belgio                                                                | 3 – 0                                                                 | Egitto                                                                | Amichevole                                                            | 1                                                                     | 46’                                                                   |
| 23-6-2018                                                             | Mosca                                                                 | Belgio                                                                | 5 – 2                                                                 | Tunisia                                                               | Mondiali 2018 - 1º turno                                              | -                                                                     | 59’                                                                   |
| 28-6-2018                                                             | Kaliningrad                                                           | Inghilterra                                                           | 0 – 1                                                                 | Belgio                                                                | Mondiali 2018 - 1º turno                                              | -                                                                     |                                                                       |
| 2-7-2018                                                              | Rostov                                                                | Belgio                                                                | 3 – 2                                                                 | Giappone                                                              | Mondiali 2018 - Ottavi di finale                                      | 1                                                                     | 65’                                                                   |
| 6-7-2018                                                              | Kazan'                                                                | Brasile                                                               | 1 – 2                                                                 | Belgio                                                                | Mondiali 2018 - Quarti di finale                                      | -                                                                     |                                                                       |
| 10-7-2018                                                             | San Pietroburgo                                                       | Francia                                                               | 1 – 0                                                                 | Belgio                                                                | Mondiali 2018 - Semifinale                                            | -                                                                     | 80’                                                                   |
| Totale                                                                |                                                                       | Presenze                                                              | 87                                                                    |                                                                       | Reti                                                                  | 18                                                                    |                                                                       |

## Palmarès

### Club

#### Competizioni nazionali
- Campionato belga: 1

Standard Liegi: 2007-2008
- Coppa d'Inghilterra: 1

Manchester United: 2015-2016
- Community Shield: 1

Manchester United: 2016
- Coppa di Lega inglese: 1

Manchester United: 2016-2017
- Coppa di Cina: 3

Shandong Luneng: 2020, 2021, 2022
- Campionato cinese: 1

Shandong Luneng: 2021

#### Competizioni internazionali
- UEFA Europa League: 1

Manchester United: 2016-2017